# FK Horizont Turnovo
FK Turnovo (Macedonisch: ФК Турново) is een in 1950 opgerichte voetbalclub uit Turnovo  in de gemeente Strumica in Noord-Macedonië. De club speelde van 2008 tot 2016 in de Prva Liga, de hoogste klasse. De club werd tijdens het seizoen 2017/18 uit de Vtora Liga gezet. 

## In Europa
#Q = #kwalificatieronde,  T/U = Thuis/Uit, W = Wedstrijd, PUC = punten UEFA coëfficiënten .
Uitslagen vanuit gezichtspunt FK Horizont Turnovo
| Seizoen | Competitie    | Ronde | Land              | Club                  | Totaalscore  | 1e W    | 2e W       | PUC |
| ------- | ------------- | ----- | ----------------- | --------------------- | ------------ | ------- | ---------- | --- |
| 2013/14 | Europa League | 1Q    | Vlag van Litouwen | Sūduva Marijampolė    | 4-4 (5-4 ns) | 2-2 (U) | 2-2 nv (T) | 1.5 |
|         |               | 2Q    | Vlag van Kroatië  | HNK Hajduk Split      | 2-3          | 1-2 (U) | 1-1 (T)    | 1.5 |
| 2014/15 | Europa League | 1Q    | Vlag van Georgië  | Tsjichoera Satsjchere | 1-4          | 0-1 (T) | 1-3 (U)    | 0.0 |

Totaal aantal punten voor UEFA-coëfficiënten:1.5